# دوري أذربيجان الممتاز
دوري أذربيجان الممتاز (بالأذرية: Azərbaycan Premyer Liqası) هي الدرجة الممتازة لكرة القدم في أذربيجان، ويشارك في الدوري الممتاز 12 أندية. وتم تأسيسه في عام 1992.